# Relations entre l’Érythrée et l’Éthiopie
Les relations entre l'Érythrée et l'Éthiopie constituent les relations étrangères bilatérales entre l'État d'Érythrée et la République démocratique fédérale d'Éthiopie.
Les relations entre les deux pays ont toujours été conflictuelles. L'Érythrée obtient son indépendance de l'Éthiopie en 1993, après la guerre d'indépendance érythréenne. Les relations entre les deux pays restent alors cordiales. Depuis l'indépendance, les relations entre l'Érythrée et l'Éthiopie sont purement politiques, notamment en ce qui concerne l'élargissement du champ d'action de l'IGAD. Cependant, la guerre entre l'Érythrée et l'Éthiopie de 1998 marque un tournant, et leurs relations deviennent de plus en plus hostiles (en).
Après la nomination d'Abiy Ahmed comme Premier ministre éthiopien, un accord de paix est conclu et les liens entre les pays voisins sont rétablis le 9 juillet 2018. L'alliance entre les deux pays est renforcée en 2020, les troupes érythréennes aidant apparemment l'armée éthiopienne dans le conflit du Tigré, mais se détériorent depuis, l'Érythrée soutenant la Somalie lors de l'escalade du conflit éthio-somalien.

## Relations diplomatiques et politiques
Tandis que l'Éthiopie conserve son indépendance pendant les conquêtes coloniales de l'Afrique, l'Italie crée une colonie appelée Érythrée autour d'Asmara au XIXe siècle. Après la Seconde Guerre mondiale et la défaite de l'Italie, la Grande-Bretagne occupe l'Érythrée. L'Érythrée est ensuite fédérée avec l'Éthiopie en 1952 par la ratification de la résolution 390 de l'Assemblée générale des Nations unies, qui ignore les aspirations indépendantistes du peuple érythréen.
À la fin des années 1950, les Érythréens commencent à organiser une rébellion armée depuis leur base du Caire. En 1962, l'empereur éthiopien Haïlé Sélassié dissout unilatéralement la fédération et annexe l'Érythrée, déclenchant une guerre qui va durer trois décennies.
L'Érythrée fait sécession de l'Éthiopie lors de leur guerre d'indépendance (1961-1991). L'indépendance de l'Érythrée est officiellement reconnue lors de son admission à l'ONU après un référendum en 1993.
En décembre 2000, l'Érythrée et l'Éthiopie signent un traité de paix mettant fin à leur guerre et créent deux commissions judiciaires contraignantes, la Commission frontalière Érythrée-Éthiopie et la Commission des revendications Érythréo-Éthiopiennes, chargées de statuer sur les frontières contestées et les revendications connexes. En avril 2002, la Commission rend sa décision. Les désaccords qui suivent la guerre conduisent à une impasse ponctuée de périodes de tension accrue et de menaces renouvelées de guerre,. Depuis ces décisions, l'Éthiopie refuse d'autoriser la démarcation physique de la frontière, tandis que l'Érythrée insiste sur le fait que la frontière doit être délimitée conformément aux définitions de la Commission. Par conséquent, la Commission des frontières juge que la frontière est virtuellement délimitée et effective.
L'Érythrée maintient à sa frontière avec l'Éthiopie une force militaire d'une taille à peu près égale à celle de l'Éthiopie, ce qui nécessite une mobilisation générale d'une partie importante de la population. L’Érythrée considère ce conflit frontalier comme une menace existentielle pour elle-même en particulier et pour l’Union africaine en général, car il porte sur la suprématie des frontières coloniales en Afrique. Depuis le conflit frontalier, l’Éthiopie n’utilise plus les ports érythréens pour son commerce.
Pendant le conflit frontalier et depuis lors, l’Éthiopie encourage des militants contre l’Érythrée (y compris des séparatistes ethniques et des organisations religieuses). L'Érythrée riposte en accueillant également des groupes militants contre l'Éthiopie. Le Conseil de sécurité des Nations unies estime que l'Érythrée et l'Éthiopie étendent leur conflit à un deuxième théâtre d'opérations, la Somalie.
En mars 2012, l'Éthiopie attaque des postes avancés de l'armée érythréenne le long de la frontière. Addis-Abeba déclare que cette attaque est une mesure de représailles contre la formation et le soutien apportés par Asmara à des groupes subversifs, tandis que l'Érythrée affirme que les États-Unis a eu connaissance préalable de l'attaque, une accusation démentie par les responsables américains.
Lors d'un sommet le 8 juillet 2018 à Asmara, le président érythréen Isaias Afwerki et le Premier ministre éthiopien Abiy Ahmed s'engagent à rétablir leurs relations diplomatiques et à ouvrir leurs frontières l'un à l'autre. Le lendemain, ils signent une déclaration commune mettant officiellement fin au conflit frontalier érythréo-éthiopien (en),. Un autre accord de paix est signé à Djeddah, en Arabie saoudite, le 16 septembre de la même année.
En septembre 2018, les contacts étroits et renforcés entre l'Érythrée et l'Éthiopie s'étendent à l'accord tripartite (en), qui inclut également la Somalie. Martin Plaut (en) suggère que, lors d'une réunion trilatérale en janvier 2020 et de visites bilatérales entre l'Érythrée et l'Éthiopie en 2020, les dirigeants des trois pays ont discuté de plans pour la guerre du Tigré avant son déclenchement officiel par les attaques du Commandement Nord (en) le 4 novembre 2020.

### Représentations diplomatiques
- L'Érythrée possède une ambassade à Addis-Abeba.
- L'Éthiopie possède une ambassade à Asmara.

## Relations sociétales et culturelles

### Organisations communautaires éthio-érythréennes et communauté Habesha
Au sein de la diaspora éthio-érythréenne, de nombreuses organisations communautaires multiethniques et binationales sont fondées par et pour les Érythréens et les Éthiopiens afin de favoriser de bonnes relations, de promouvoir et d'exprimer les points communs culturels, bien avant le rétablissement des relations diplomatiques entre les gouvernements des deux pays. La plupart de ces organisations sont implantées sur des campus universitaires aux États-Unis, au Canada et dans d'autres régions où est présente la diaspora éthio-érythréenne,,,,,,,,.